# C12H12O
化學式C12H12O（摩尔质量：172.23 g/mol）可以指：
- 1-乙氧基萘，CAS号：5328-01-8
- 2-乙氧基萘，CAS号：93-18-5

|  | 这个同类索引页列出了具有相同分子式的化学物（即同分異構體）条目。 除非您是有意链接至本页，否则应将相应条目的内部链接指向正确的条目。 |